# Donji Čehi
Donji Čehi – wieś w środkowej Chorwacji, położona na terenie miasta Zagrzeb. Jest oddalona o około 8 km od Velikiej Goricy, o około 7 km od centrum Zagrzebia i o około 19 km od Samoboru. Według danych z roku 2011 miejscowość liczyła 232 mieszkańców, w czym 112 mieszkańców to mężczyźni, a 120 to kobiety.